# Liste deutscher Spione
Die Liste deutscher Spione listet Personen auf, die für, gegen oder in Deutschland Spionage betrieben haben. Hauptamtliche Mitarbeiter deutscher Nachrichtendienste sind nur dann aufgeführt, wenn sie Doppelagenten, Überläufer oder überwiegend selbst als Quelle tätig waren (z. B. Offiziere im besonderen Einsatz). V-Personen des Verfassungsschutzes im Bereich Extremismus, der Polizei oder des Zolls sind nicht erfasst. Decknamen sind kursiv geschrieben.

## Vor 1914

### Für Deutschland
- Alexander Bauermeister (Agricola)[1]:S. 21
- Anton Dilger
- Karl Gustav Ernst[1]:S. 100
- Richard Gelich[2]
- Paul Hilken[1]:S. 84
- Lucien Philippe (Agent 35)[3]
- August Schluga von Rastenfeld
- Benno von Siebert[3]
- Ferdinand Walsin-Esterházy

### Gegen Deutschland
- Zinaida Smoljaninow[4] (Frau Engelhard)
- Gustav Wölkerling

### Doppelagenten und Überläufer
- Peter Aloysius Marquis d’Agdollo
- Armgaard Karl Graves (Marinenachrichtendienst und MI5)

## Erster Weltkrieg 1914 bis 1918

### Für Deutschland
- Alexander Bauermeister (Agricola)[1]:S. 21
- Rudolf von Gerlach
- Horst von der Goltz
- Kurt Jahnke
- Carl Hans Lody
- Franz Rintelen[1]:S. 369 ff.

### Doppelagenten und Überläufer
- Mata Hari

## Weimarer Republik 1918 bis 1933

### Für Deutschland
- Kurt Jahnke

## Deutsches Reich 1933 bis 1945

### Für Deutschland
- Elyesa Bazna (für den SD)
- Herbert Bahr (gegen die USA)[1]:S. 18
- Johannes Becker[1]:S. 26
- Paul Borchardt
- William Colepaugh
- Henri Devillers (gegen die Résistance)[1]:S. 82
- Johannes Dronkers[1]:S. 88 f.
- Frederic Duquesne[1]:S. 89 ff.
- Albrecht Engels (in Brasilien)[1]:S. 97 f.
- Antonio Gama Pinto[1]:S. 97 f.
- Erich Gimpel (gegen die USA)
- Erich Glaser (gegen die USA)[5]
- Ignatz Theodor Griebl (gegen die USA)[5]
- Werner Georg Gudenberg (gegen die USA)[5]
- Stephen Held[1]:S. 176
- Herbert von Heyer[1]:S. 97 f.
- Johanna Hoffman (gegen die USA)[5]
- Kurt Jahnke
- Josef Jakobs (gegen das Vereinigte Königreich)
- Willy Lonkowski (gegen die USA)[5]
- Georg Nikolaus[1]:S. 97 f.
- Vitalis Pantenburg (Finnland, Norwegen)
- Ernst Ramuz[1]:S. 97 f.
- Karel Richard Richter (gegen das Vereinigte Königreich)
- Guenther Gustave Maria Rumrich (gegen die USA)[5]
- Karl von Schleebrügge[1]:S. 97 f.
- Elsa Schmehlik (gegen die Schweiz)[6]
- Beno Sobisch[1]:S. 97 f.
- Otto Hermann Voss (gegen die USA)[5]

### Gegen Deutschland
- Liselotte Herrmann
- Rudolf Herrnstadt (für die GRU)
- Nathalie Sergueiew
- Richard Sorge (für die GRU)
- Ruth Werner (für die GRU)

### Doppelagenten
- Mathilde Carré[1]:S. 65
- Eddie Chapman (MI5 und Abwehr)
- Alexander Demianov (Sowjetunion und Deutschland)[1]:S. 78 f.
- Johnny Jebsen (MI5 und Abwehr)
- Willy Lehmann (Gestapo und NKWD)
- Ivar Lissner (Abwehr und NKWD)
- Igor Orlow (Fremde Heere Ost und NKWD)
- Wulf Schmidt (MI5 und Abwehr)
- Paul Thümmel (Abwehr und Tschechoslowakei)
- Jan Valtin (Gestapo und Komintern)
- Erika Wendt (Abwehr und Schweden)

### Sonstige
- Max Christiansen-Clausen (Deutscher, für Sowjetunion u. a. in Japan)[1]:S. 70
- Klaus Fuchs (Deutscher; für Sowjetunion gegen Großbritannien und die USA)

## Kalter Krieg 1945 bis 1990

### Für die Bundesrepublik
- Hans-Peter Andrae[7]:S. 259
- Elli Barczatis
- Ewald Misera[1]:S. 18
- Karli Bandelow
- Winfried Baumann
- Hannelore Bohm[8]
- Erich Brauns[9]
- Margarete Brauns[9]
- Rudolf Clemens[7]:S. 170 f.
- Wilhelm Dietl
- Käthe Dorn
- August Enkemeier[10]
- Gertrud Enkemeier[10]
- Enrico (gegen die DDR)[11]
- Ernst Fröhnel[8]
- Gerlinde Garau (Frau von Horst Garau)[7]:S. 177
- Manfred Gerlach[1]:S. 132
- Walter Gramsch[1]:S. 147 f.
- Brunhilde Heinze[8]
- Alfred Keckert[9]
- Lieselotte Klotschkoff[8]
- Karl Laurenz
- Gunther Kessler[12]
- Ursula Kessler[12]
- Werner Mauss
- Christa-Karin Schumann[7]:S. 321

### Gegen die Bundesrepublik für die DDR
- Gabriele Albin (Gerhard)[13]
- Udo Albrecht
- Klaus Arndt[7]:S. 72
- Gerhard Arnold[14][7]:S. 71, 303
- Alfred Bahr[14]
- Heinz Baude[7]:S. 132
- Inge Baude[15]
- Christine Bauer (Jasmina)[16]
- (Hans) Mario Bauer (Jürgen)[16]
- Annegrete Baumann[7]:S. 72
- Dieter Baumann[7]:S. 72
- Gerhard Baumann
- Hans-Joachim Beek (Schmidt)[13]
- Gerhard Beier (Werner Wendt)[7]:S. 112
- Hermann von Berg
- Helge Berger (Komtess)[16][17][18][19][7]:S. 93
- Karl-Heinz Bernhardt
- Lorenz Betzing
- Alwin Beyer[7]:S. 82 f.
- Joachim Birr (Achim Bieber, Günter Schulz)
- Hagen Blau
- Gerhard Block (Günther Pfeiffer)[7]:S. 145[20]
- Inge Block (Jutta Pfeiffer)[7]:S. 145
- William Borm
- Josef Braun
- Doris Bretschneider[7]:S. 272
- Arthur Brokop[7]:S. 72
- Irmgard Brokop[7]:S. 72
- Christel Broszey[21][22][23][24]
- Gottfried Bührdel[7]:S. 239
- Ute Brunner (Ulla)[13]
- Gert Caden
- Friedrich Cremer
- Klaus Croissant
- Alexander Dahms (Dämon)[13][25]
- Reinhold Daum
- Gisela Deckert[7]:S. 72
- Roland Deckert[7]:S. 72
- Diether Dehm
- Christa Desoi (Frau von Diether Dehm)[1]:S. 77
- Rolf Dobbertin[14]
- Anton Donhauser
- Walter Arno Dötsch[7]:S. 93
- Gerhard Eistel[7]:S. 77
- Irene Eistel[7]:S. 77
- Bernt Engelmann
- Helmut Ernst[1]:S. 99[7]:S. 308
- Elke Falk[26]
- Harri Feuchter[27]
- Dieter W. Feuerstein
- Gerhard Flämig
- Alfred Frenzel
- Peter Fuhrmann[28]
- Ingrid Rosa Frieda Garbe[17][23][7]:S. 95
- Karl Gebauer
- Günther Gereke
- Christine Gerstner[7]:S. 62
- Frank Gerstner[7]:S. 62
- Reinhold Ginolas (Rolf Schneider)
- Karl-Heinz Glocke
- Inge Goliath (geb. Hanke)[29][30][23]
- Wolfgang Goliath[29]
- Günther Görlich (Alfons Walter)[13]
- Dieter Görsdorf (Herbert Fährmann)
- Gudrun Goslar (Jutta Roge)[7]:S. 346
- Peter Goslar (Anthony Roge)[7]:S. 346
- Harald Gottfried[7]:S. 121[17][31]
- Wilhelm Gronau[17]
- Knut Gröndahl
- Christa Grotter[7]:S. 142
- Rolf Grunert
- Georg Grünwald[7]:S. 303 f.
- Monika Grünwald[7]:S. 303 f.
- Gerhard Grunwald[32]
- Ruth Grunwald[32]
- Christel Guillaume
- Günter Guillaume
- Annemarie Gutschmidt[7]:S. 148 ff.
- Hans H. (Walter)[13]
- Manfred Haake[7]:S. 253
- Dieter Haase[1]:S. 157 f.[33]:S. 207 f.
- Wolfram von Hanstein
- Wolfgang Hartmann[34]
- Thomas Hartmann[35]
- Margarete Hassler[36]
- Karl Hauffe
- Albert Hauser
- Peter Heilmann
- Brigitte Heinrich
- Elke Hier[7]:S. 78, 83
- Gero Hilliger (sowie gegen DDR-Bürger)
- Kurt Hirsch
- Monika Hoffmann[37]
- Ursula Höfs, geb. Schnell[21][38] (auch als „Ursel“ bezeichnet)[23][7]:S. 96
- Hanz-Franz Hojenski[7]:S. 83
- Karin Hoßbach-Paul (Britta)[13]
- Dagmar J.[23]
- Bernhard Jarmicki[7]:S. 72
- Marion Jarmicki[7]:S. 72
- Hanns-Dieter Jacobsen (Hoffmann)[39]
- Waldemar Jende[7]:S. 145
- Doris K.[40]
- Dagmar Kahlig-Scheffler, geb. Rimkus[17][7]:S. 94
- Norbert Kant (Horst Fischer)[13]
- Adolf Josef Kanter
- Hans Kauther (Seemann)[13]
- Herbert Kemper (Harry)[16]
- Ruth Kemper (Hanna)[16]
- Herbert Siegmar Kloss (Siegbert)[13][41]
- Willi Knipp[17]
- Karl-Heinz Knollmann[7]:S. 81
- Georg Knöpfler[7]:S. 304
- Hans-Joachim Knorr (Wolfgang Goliath)[7]:S. 97
- Peter Köhler (Schulze)[13]
- Heidrun Kraut (Kriemhild)[13]
- Peter Kraut (Siegfried)[13]
- Johannes Kreis[7]:S. 72
- Jutta Kreis[7]:S. 72
- Robert Bryan Kresse[7]:S. 78
- Heide Maria Kreutz[7]:S. 83
- Roselie Kunze[17]
- Eckardt Kurschat[42]
- Hans Lob (Günter)[13]
- Gerd Löffler (für die Militärische Aufklärung der NVA)
- Ursel Lorenzen
- Horst Ludwig (später auch für die Sowjetunion)[43]
- Herbert Ludwig
- Lothar-Erwin Lutze
- Renate Lutze, geb. Übelacker[17][40]
- Rudolf Maerker
- Horst Meier
- Hartmut Meyer (Ehemann von Doris Bretschneider)[7]:S. 272
- Till Meyer
- Alois Missberger[7]:S. 312
- Edwin Missberger[7]:S. 312
- Gisela Mock[7]:S. 92
- Norbert Moser
- Ruth Moser, geschiedene Knollmann[7]:S. 81
- Charlotte Mossler[7]:S. 308
- Erhard Müller (Horst Wagner)[13]
- Gerhard Müller (Otto)[13]
- Reiner Müller (Siggi)[16]
- Ursula Müller[7]:S. 83
- Franz Musalik[7]:S. 253
- Henning Nase (Dorn)
- Cordula Naumann (Tarnname)[7]:S. 58 ff.
- Heinz Naumann (Tarnname)[7]:S. 58 ff.
- Wolfgang Nolte (Harry)
- Johanna Olbrich (Sonja Lüneburg)
- Gerda Osterrieder[7]:S. 58 ff.
- Maria Ott[36]
- Peter P. (Peter Zukunft)[13]
- Ludwig Pauli (Adler)[16]
- Ehrenfried Petras
- Jürgen Pingel[7]:S. 81
- Karin Pingel[7]:S. 81
- Günter Platzdasch[33]:S. 213 f.
- Eckard Ploner[7]:S. 135
- Dieter Popp
- Hannsheinz Porst[7]:S. 132[44]
- Lilli Pöttrich
- Wolf-Heinrich Prellwitz
- Hans-Wilhelm Preuss[33]:S. 210 f.
- Joachim Preuß (Paul)
- Doris Pumphrey[45]
- George Pumphrey[45]
- Klaus Randecker[42]
- Edith Rattunde[7]:S. 93
- Armin Raufeisen
- Anita Rausch[46]:S. 87
- Wolfgang Rausch[46]:S. 87
- Klaus von Raussendorff
- Ulrich Reeps[7]:S. 135
- Hanneliese Reggentin[46]:S. 87[47]
- Rudolf Reggentin[47]
- Matthias Reichert (Beck)[13]
- Erika Reißmann (Ursula Richter)
- Wilhelm Reichenburg[48]
- Karl-Heinz Rode (Maro)
- Helga Rödinger[21]
- Ilona M. Rothe[7]:S. 79
- Wolfgang Rudolf (Herzog)[13]
- Rainer Rupp
- Dagmar S. (Vera)[49]
- Günther Sänger[14]
- Irene Schade
- Ulrich Schatte
- Günter Scheer (Gaston)[13]
- Johann Aloysius Scherr[7]:S. 134
- Götz Schlicht
- Erika Schmidt (Erich)[13]
- Karlfranz Schmidt-Wittmack
- Dirk Schneider
- Erika Schneider[50][51]
- Heinrich Schneider (Rennfahrer)[13]
- Victor Schneider[50][51]
- Diethelm Schröder (Schrammel)
- Gerda Schröter[52]
- Monika Schroth[7]:S. 83 f.
- Siegfried Schroth[7]:S. 84
- Irene Schultz[17][7]:S. 65
- Vera Maria Schulz[7]:S. 94
- Sonja Schulze[7]:S. 78
- Otto-Friedrich Schweikhardt[53]
- Dagmar Sdrenka (Vera)[13]
- Ludwig Spuhler[7]:S. 135 f., 138, 212
- Alberta Stein von Hamm[7]:S. 308
- Julius Steiner
- Ulrich Steinmann
- Anton Steppan[7]:S. 253
- Karl Heinz Stoeber (Heinz Dieter Pichtotka)[33]:S. 242 f.
- Egon Streffer
- Heinz D. Stuckmann (Dietrich)
- Kurt Tannheiser[46]:S. 87
- Hans-Werner T. (Knauf)[13]
- Ruth Agnes Thede[7]:S. 132f.
- Bodo Thomas (Hans)
- Helga Thomas[13]
- Horst Tischler (Tusch)[13]
- Alois Tomaschek[53]
- Friedrich Tomberg
- Günther Tonn[54]
- Dieter Uhlmann[7]:S. 239
- Hans Voelkner
- Ursula Vollert (Udo)[13]
- Helma Wader[7]:S. 308
- Ingeborg Weber[7]:S. 65 ff.
- Lothar Weirauch
- Heinz-Helmuth Werner (Günter)
- Anna Wessel[55]
- Heinrich Wiedemann[7]:S. 65[17]
- Karl Wienand
- Jürgen Heinrich Wiegel[7]:S. 62[17][19]
- Christoph Willer[7]:S. 95
- Astrid Willner
- Herbert Willner
- Bruno Winzer
- Peter Wolter
- Inge Wucyna
- Zelter[13]
- Wolfgang Zieschang[7]:S. 72
- Gerd Zopp[56]

### Gegen die Bundesrepublik (andere Staaten)
- Rudolf Büchner (für den KGB)[57]
- Margret Höke (für den KGB)
- Horst Ludwig (vorher auch für die DDR)[43]
- Martin Marggraf (für den KGB)[58]
- Gudrun Müller (für den KGB)[57]
- Manfred Ramminger (für die Sowjetunion)
- Jerzy Romanowski (Bobek, Blank, Edek)[46]:S. 87
- Manfred Rotsch (für den KGB)
- Bruno Sniegowski (für Polen)[59]
- Heinz Sütterlin (für den KGB)[58]
- Leonore Sütterlin (für den KGB)[58]

### Für die DDR gegen andere Staaten oder Organisationen
- Hans-Joachim Bamler (gegen Frankreich)
- Marianne Bamler[60]:S. 43–48
- Tamara Bunke
- Jeffrey Carney (gegen die USA)
- Wieland Gludowacz[33]:S. 244–246
- James W. Hall (gegen die USA)
- Heinz Hempel (Ludwig Bergmann)[61][33]:S. 241–242
- Horst Hesse (gegen die USA)
- Gabriele Kliem (gegen die USA)[62]
- Fusako Shigenobu (gegen Japan)
- Imelda Verrept (gegen die NATO)[33]:S. 244–246
- Gisela Wolf (für die Mil. Aufkl. NVA gegen Schweiz)
- Hans-Günter Wolf (für die Mil. Aufkl. NVA gegen Schweiz)
- Hüseyin Yıldırım (gegen die USA)
- Alfred Zehe (gegen die USA)

### Gegen die DDR (andere Staaten)
- Gertrud Liebing (für die CIA)[63]
- Erika Lokenvitz (für die CIA)[64]

### Doppelagenten und Überläufer
- Hans-Joachim Armborst (MfS und LfV NI)[65]
- Wilhelm Balke (MfS und LfV NI)[65]
- Walter Barthel (MfS und BfV)
- Thomas Behrend (BfV und MfS)[7]:S. 256
- Gerhard Baumann (SD, BND und MfS)
- Stefan Bieger (LfV SH und Ost-Dienst)[7]:S. 177
- Hans-Walter Bos (Mil. Aufklärung der NVA, BND und Schweiz)[1]:S. 48 f.
- Rolf Brauns (MfS und BND)[9]
- Heinz Busch
- Heinz Carolus (BfV und MfS)[7]:S. 194 ff.
- Johannes Clemens (KGB und OG/BND)
- Siegfried Dombrowski (CIA/BND und Mil. Aufklärung der NVA)
- Ursel E. (LfV BE und Ost-Dienst)[7]:S. 177
- Peter F. (LfV BY und Ost-Dienst)[7]:S. 177
- Heinz Felfe (KGB und BND)
- Peter Felten (BfV und Ost-Dienst)[1]:S. 106[7]:S. 177
- Helmut Fleischer (MfS und BfV)[7]:S. 44
- Manfred Frommer (MfS und BfV)[7]:S. 301
- Reiner Fülle (MfS und BfV)
- Frau Gadde (MfS und BfV)[66]
- Horst Garau (BfV und MfS)
- Gabriele Gast (MfS und BND)
- Hans-Joachim Geyer (OG und DDR)[1]:S. 137
- Walter Glassl (MfS und U.S. Military Intelligence Service Center)[7]:S. 42 f.
- Karl-Christoph Großmann
- Udo H. (LfV NW und Ost-Dienst)[7]:S. 177
- Risolde Hänschke (BfV und MfS)[7]:S. 172
- Hans Eberhard Heilmann (BfV und Ost-Dienst)[7]:S. 177
- Max Heim (MfS und BfV)
- Horst Hering (BND und DDR)[67]
- Armin Hindrichs[1]:S. 191
- Heidrun Hofer (KGB und BND, siehe Operation Skorpion)
- Wolfgang Höher
- Kurt Otto Jacob (BfV und MfS)[7]:S. 173
- Karl M. (BfV und Ost-Dienst)[7]:S. 177
- Hermann Kastner (OG, BND, NKWD und MfS)
- Richard Kind (Bodva; MfS und LfV HE)[13][7]:S. 212 f., 266
- Harald Kleinert (LfV HH und MfS)[7]:S. 175
- Ingrid Kleinert (LfV HH und MfS)[7]:S. 175
- Hans-Jürger Köhler (MAD/LfV NW/BfV und Ost-Dienst)[7]:S. 177
- Joachim Krase (MfS und MAD)
- Gerhard Krützfeld (MfS und LfV BE)[7]:S. 215 ff.
- Klaus Kuron (MfS und BfV)
- Karl Landa (MfS und USA)[7]:S. 131
- Eberhard Lehmann (BfV, MfS und KGB)[7]:S. 255
- Kurt Liefold (LfV NI und Ost-Dienst)[7]:S. 177
- Eberhardt Lüttlich (MfS und West-Dienste)[7]:S. 48 f.
- Günter Männel (MfS und BfV)
- Joachim Moitzheim (BfV und MfS)[7]:S. 192 ff.
- Michael Menzel (BfV und MfS)[7]:S. 258
- Jürgen N.[7]:S. 177
- Rüdiger N. (MAD/LfV HH und Ost-Dienst)[7]:S. 177
- Bernd Ohnesorge (MfS, SIS, CIA)
- Igor Orlow (OG, CIA und KGB)
- Peter P. (LfV NW und Ost-Dienst)[7]:S. 177
- Wilhelm Paproth (Mil. Aufkl. NVA, MfS, BfV, BND)[33]:S. 215
- Hermann Reisch (LfV BW und Ost-Dienst)[7]:S. 177
- Werner Roitzsch (MfS und BfV)[7]:S. 265
- Jewjenij Runge[58]
- Dieter Schlaphof (BfV und MfS)[7]:S. 266
- Ralph-Dieter Schlunzig (BfV und MfS)[7]:S. 257
- Kurt Schütt (LfV NI und Ost-Dienst)[7]:S. 177
- Hans Sommer (MfS und OG)
- Alfred Spuhler (MfS und BND)
- Andreas St.[7]:S. 177
- Dietrich Staritz (BfV und MfS) (Rabe/Erich)
- Oskar Steinecke[7]:S. 186 f.
- Walter Stiemert (BfV und MfS)[7]:S. 173
- Werner Stiller (MfS und BND)
- Erwin Tiebel (MfS und OG/BND)
- Hansjoachim Tiedge (MfS und BfV)
- Frank Weigelt (BfV und MfS)[7]:S. 265
- Rainer Wiegand (BfV und MfS)[68]
- Wilhelm Wilms[7]:S. 321

### Sonstige
- Leo Bauer (Informant für sowjetische Dienste)
- Dirk-Otto Brzezinski (für KGB, gegen USA)[1]:S. 185
- Peter Carl (für KGB, gegen USA)[1]:S. 185
- Clyde Lee Conrad (US-Amerikaner, spionierte in der Bundesrepublik für Ungarn)
- Markus Hess (KGB-Hack)
- Karl Koch (KGB-Hack)
- Hermann Lüdke (Spionageverdacht, Auftraggeber unklar)
- Alice Michelson (Deutsche, für KGB gegen USA)[69]
- Leopold Pieschel (Deutscher, für KGB, gegen Frankreich)[58]

## Bundesrepublik seit 1990

### Gegen Deutschland
- Mohamed A. (für Marokko gegen die oppositionelle Hirak in Deutschland)[70]
- Youssef El A. (für Marokko gegen die oppositionelle Hirak in Deutschland)[71][72]

- Andreas Anschlag (Tarnname, Russland)[73][74]
- Heidrun Anschlag (Tarnname, Russland)
- Alex D.[75]
- Dieter S.[75]
- Arthur E.[76]
- Jens F. (für GRU gegen Bundestag)[77]
- Ralph G. (für Russland gegen die Bundeswehr)[78]
- Herwig und Ina F. (für China)[79]
- Jian G. (Mitarbeiter von Maximilian Krah)[80]
- Alexander J.[75]
- Amin K. (für Ägypten gegen BPA)[81]
- Mehmet K.[82]
- Daniel M. (Schweiz)[83]
- Roque M. (gegen das BfV)[84]
- Ilnur N. (für SWR)[85]
- Thomas R. (für China)[79]
- Abdul-Hamid S. (gegen die Bundeswehr)[86]
- Balvir S.[87][88]
- Thomas H. (für Russland gegen die Bundeswehr)[89][90]
- Yaqi X.[91]

### Doppelagenten und Überläufer
- Klaus Lange und Klara Knapp (China)[92][93][94][95]
- Carsten L. (BND und Russland)
- Markus R. (BND und CIA)

### Sonstige
- Aziz A. (für Türkei gegen Oppositionelle in Deutschland)[96]
- Robert A. (gegen Ukrainer)[97]
- Ali D. (für Türkei gegen Oppositionelle in Deutschland)[98]
- Martin D. (für China gegen US-Streitkräfte)[99]
- Vordges I. (gegen Ukrainer)[97]
- An Tu L. (Vietnam)[100]
- Arman S. (gegen Ukrainer)[97]
- David S. (für Russland gegen die britische Botschaft in Berlin)[101]
- Nathan Vilas Laatsch (DIA, bot sich selbst BND an)[102][103][104]